# 教堂山隧道
教堂山隧道（英文原名：Church Hill Tunnel）是美国弗吉尼亚州里士满的一条已经关闭的铁路隧道，原属切萨皮克与俄亥俄铁路，因下穿教堂山而得名，长约4000英尺，呈西北—东南走向。始建于19世纪70年代初，1873年通车。1925年10月2日，教堂山隧道坍塌，一列火车因此被埋，事故导致4人死亡，其中至少1名铁路工人失踪，1辆蒸汽机车和10节平车至今仍未找到，另有几名死者的遗体被找到。教堂山隧道后来也因安全问题而停用，并荒废至今。
之后的多年来，教堂山隧道依然在继续坍塌，因隧道坍塌而产生的天坑破坏了其上东大直街（East Broad Street）和二十五道街的数栋房屋及一座教堂的一面墙。直到近期，教堂山隧道的坍塌依然在破坏东面更远处的网球场和房屋。对隧道安全的顾虑及相关城市探险活动一直是当地社区的热门话题。目前，教堂山隧道由CSX运输所有。
教堂山隧道的安全隐患至今仍未排除。1998年，《里士满时报》记者马克·霍姆伯格（Mark Holmberg）、摄影师P·凯文·莫利（P. Kevin Morley）曾与专业探险队一同使用专业装备从东入口对教堂山隧道进行过探险，并发表专题报导。

## 历史

### 修建目的
教堂山隧道于1873年完工，由切萨皮克和俄亥俄铁路建设。该铁路公司计划将其所属的铁路（该处铁路原属“弗吉尼亚中央铁路”）由位于里士满市中心Shockoe Valley的终点站与半岛铁路支线相连，并以75英里长的铁路直通弗吉尼亚半岛上的纽波特纽斯由科利斯·波特·亨廷顿所拥有的新建煤炭码头。铁路离开了十七道街（17th Street）以西的原属弗吉尼亚中央铁路的线路经新修的教堂山隧道，下跨雪松街（Cedar Street），向东南弯曲，下跨十八道街（18th Street）、东马歇尔街（E. Marshall Street）。教堂山隧道东南端位于威廉斯堡路（Williamsburg Road）和三十一道街（31st Street）交口处的Libby Terrace Park一带。半岛铁路支线于1881年末建成开通，成为了美国东海岸地区煤炭出口的重要通道。

### 施工难度
隧道的建造本身就是一个错误。与切萨皮克与俄亥俄铁路在别处开凿隧道时所面对的基岩不同的是，里士满的地下结构往往会随着降雨和地下水的变化而变化，在施工过程中造成坍塌。根据相关资料，有10名工人在施工中丧生。由于包括地下水渗漏、隧道坍塌在内的安全问题，即使在1925年被废弃后，这条隧道仍然十分麻烦。

### 安全的后备线路
19世纪90年代，切萨皮克和俄亥俄铁路收购里士满和阿利根尼铁路。
“里士满和阿利根尼铁路”东起蓝岭山脉，大致沿詹姆斯河与卡納瓦哈運河（Kanawha Canal）行进，提供了一条沿河的后备铁路线路，较河流而言在部分地方进行了截弯取直，途经北山（North Mountain）、Afton Mountain、蓝岭隧道（Blue Ridge Tunnel）、原弗吉尼亚中央铁路，到达里士满。然而，“里士满和阿利根尼铁路”在里士满的终点站“里士满伯德街站”与切萨皮克和俄亥俄铁路在里士满的终点站没有铁路连接。也就是说，弗吉尼亚州议会大厦附近有两座互不连通的尽头式铁路车站，因此需要打通临近的两条铁路。切萨皮克和俄亥俄铁路沿河新建长度为3英里的复线铁路高架桥，经好莱坞公墓、老里士满市中心、Shockoe Valley、教堂山、富尔顿车辆段后连通半岛铁路支线，源源不断的将煤炭运往纽波特纽斯，避开了麻烦的教堂山隧道。这条铁路新线还设有与当时新建的里士满大街车站西南端的连接线。自此，里士满市区内的铁路便不再像以前那样凌乱，铁路自里士满市中心进入半岛铁路支线亦不需要经过教堂山隧道。
这条铁路新线包括Rivanna Subdivision Trestle、半岛铁路支线高架桥。有人说这一铁路高架桥体系是全美最长的，至今仍为CSX运输所有。 这一铁路高架桥体系在里士满著名的由3层铁路组成的“三铁交叉”处位于最上层。“三铁交叉”可能是全球唯一的采用类似设计的铁路立体交汇点，靠近里士满的防洪堤。

### 教堂山隧道停用、再次启用、爆雷
半岛铁路支线高架桥完工后的1901年，教堂山隧道因有了更安全的后备线路而停用，并荒废了20余年。随着铁路交通流量的增加，为增加铁路运力，遂于1925年重新启用教堂山隧道。
1925年10月2日，一列工程列车在教堂山隧道靠近西北出口的位置遭遇了隧道坍塌。隧道内两名工人在崩塌时因躲在平车下方而免于身亡，并由东南出口逃出隧道。参与救援的消防员本杰明·F·莫斯比（Benjamin F. Mosby）因事发蒸汽机车锅炉起火爆炸而牺牲。 工程师托马斯·约瑟夫·梅森（Thomas Joseph Mason）在事故中遇难。官方称有两人失踪，也有人称有6名黑人职工失踪。事发后的一个星期内，教堂山隧道坍塌事故成为了当地社区居民关心的焦点。教堂山隧道在1925年10月2日的大坍塌后又发生了数次坍塌。工程师托马斯·约瑟夫·梅森（Thomas Joseph Mason）的遗体直到1925年10月8日才找到。 两名工人理查德·路易斯（Richard Lewis）和H·史密斯（H. Smith）失踪。
之后，弗吉尼亚州政府宣布教堂山隧道因安全隐患而停用。 包括一个4-4-0轮式的蒸汽机车（机车编号：231）、十节平车在内的事发工程列车仍留在教堂山隧道内。

## 后续

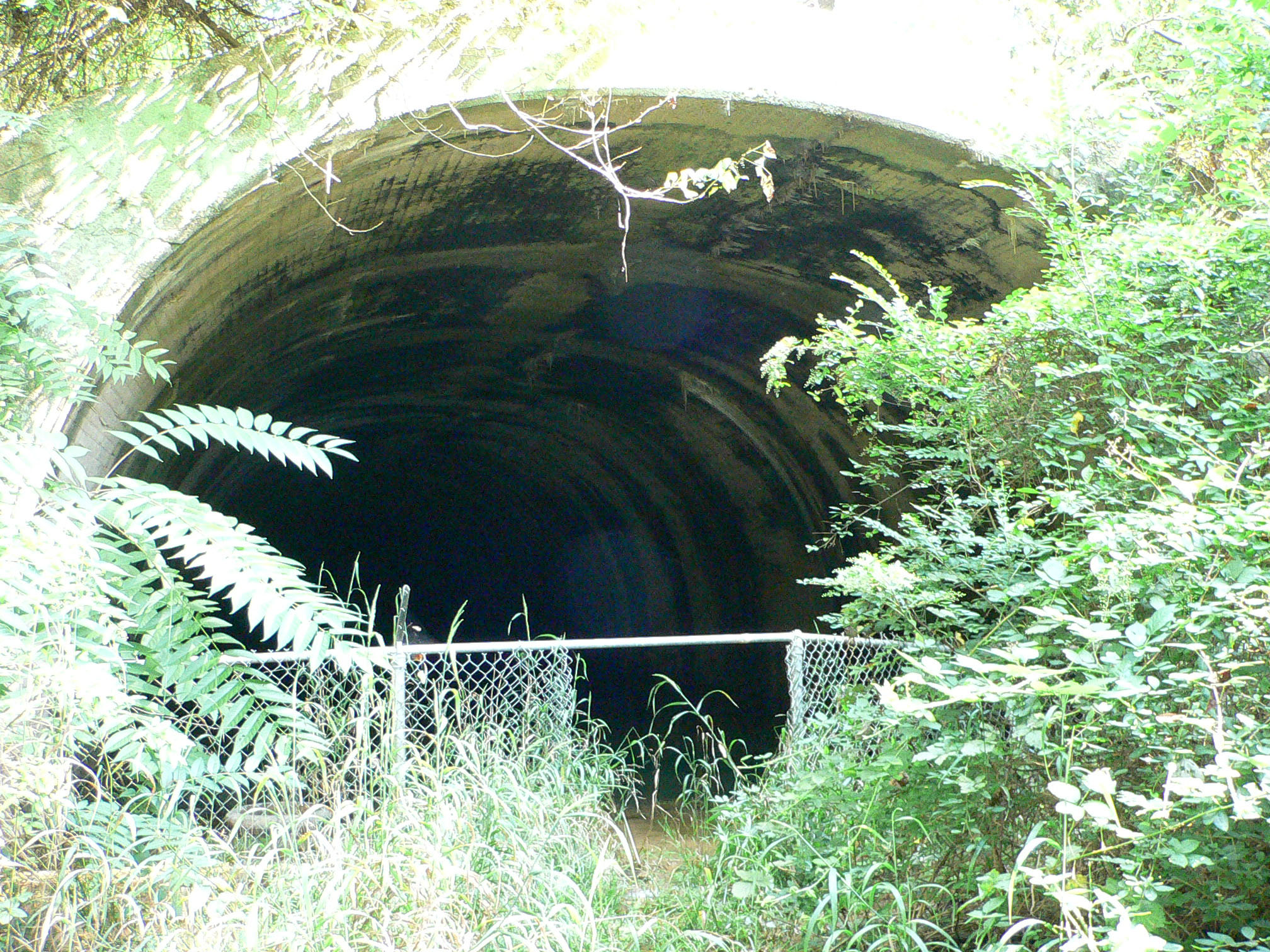
2010年时的教堂山隧道东南入口

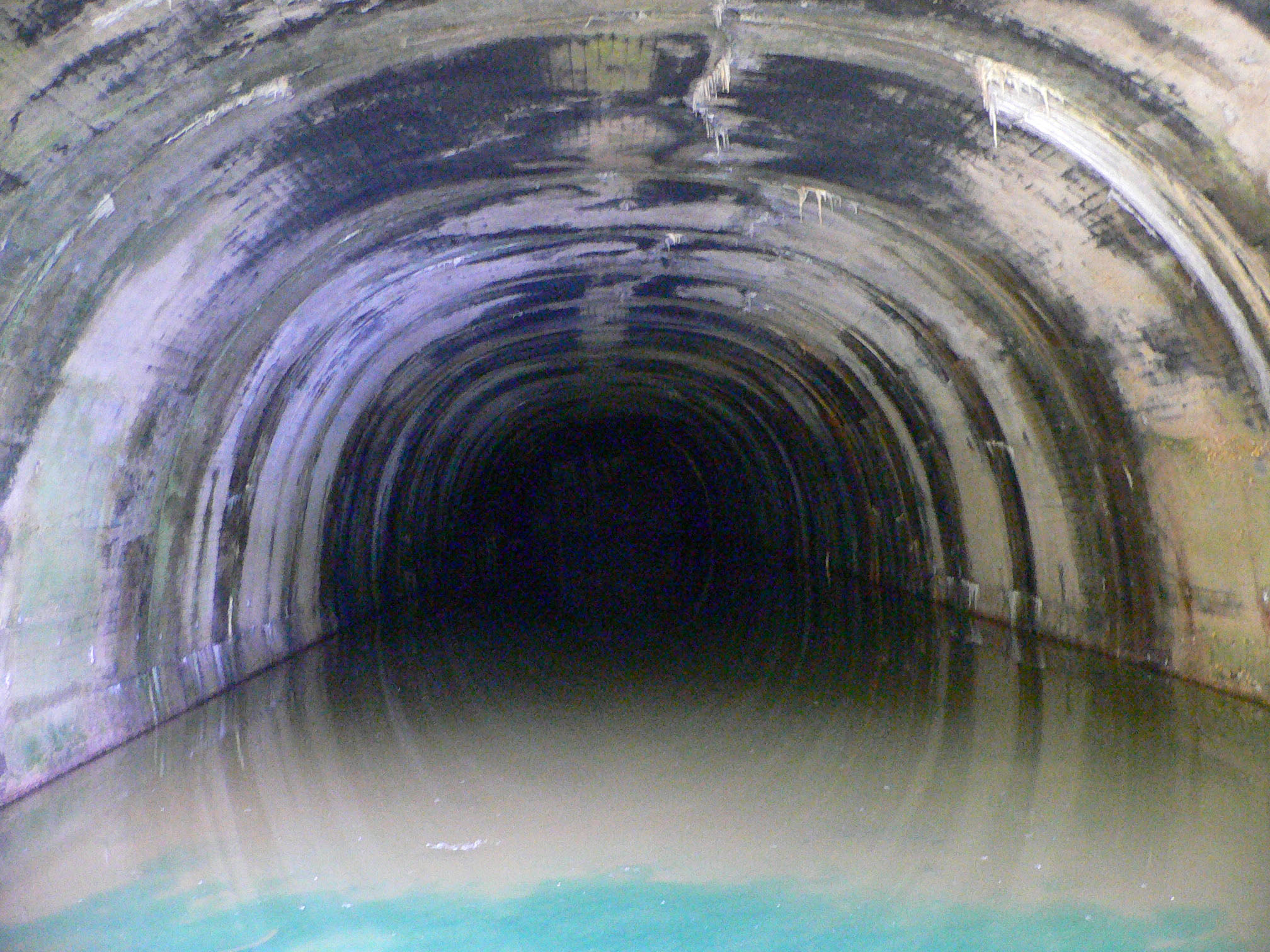
2010年从东南入口向内拍摄的教堂山隧道照片。隧道内地面已经积了数英尺深的水。这时的隧道已经无法从东南入口前往西北入口了。

在1925年隧道因大坍塌而废弃后，隧道依然在不断地坍塌，并破坏其上的数栋建筑。教堂山隧道位于里士满市中心，其上是公园与城市建筑，下跨多条东北—西南走向的街道。
西北出口目前已砌墙封闭。但多年来，东南出口成为了某三角线的一部分，连接原属美国南方铁路公司的铁路，直通弗吉尼亚州西点镇。胆大的城市探险者也经常由东南入口非法进入教堂山隧道探险。根据1998年《里士满时报》记者马克·霍姆伯格（Mark Holmberg）与专业探险队一同使用专业装备对教堂山隧道的调查报告，当时的隧道西北段仍未被残土和积水完全封死。 2012年，教堂山隧道放置了弗吉尼亚州的历史建筑标记。东南出口隐藏在东富兰克林街（E. Franklin Street）与北三十一道街（N. 31st Street）交口处以北的一片茂密的树丛中。从隧道东南出口处仍能看到隧道的一部分，但隧道内部及东南出口已被积水与淤泥覆盖。

## 有关修复隧道的讨论
2006年6月，弗吉尼亚历史协会曾与其它相关人士讨论过修复教堂山隧道、寻找失踪者、发掘并保护事发工程列车的可能性。美国历史频道也曾发布过相关报导。然而，从隧道内部的照片及录像中可以看出，隧道内已经充满残土和积水；并且若修复隧道则可能引发新的坍塌，导致其上出现天坑并破坏其上的多栋建筑。这一计划最终搁置。

## 都市传奇
教堂山隧道与“里士满吸血鬼”一同成为了里士满的都市传奇。

## 外部連結
- Richmond Public Library newspaper archives
- Richmond Then and Now website
- National Railway Historical Society